# Saint-Pierre-La-Noue
Pour les articles homonymes, voir Saint-Pierre.
Saint-Pierre-La-Noue est une commune française située dans le département de la Charente-Maritime, en région Nouvelle-Aquitaine.
Créée le 1er mars 2018 sous le statut de commune nouvelle, elle est issue de la fusion des anciennes communes de Péré et Saint-Germain-de-Marencennes.

## Géographie

### Localisation
La commune se trouve dans l'aire d'attraction de Surgères ainsi que dans son bassin de vie, ainsi que dans la zone d'emploi de La Rochelle
.

### Communes limitrophes
Les communes limitrophes sont  Chambon, Genouillé, La Devise, Landrais, Muron et Surgères.

## Urbanisme

### Typologie
Au 1er janvier 2024, Saint-Pierre-La-Noue est catégorisée commune rurale à habitat dispersé, selon la nouvelle grille communale de densité à 7 niveaux définie par l'Insee en 2022.
Elle est située hors unité urbaine. Par ailleurs la commune fait partie de l'aire d'attraction de Surgères, dont elle est une commune de la couronne,. Cette aire, qui regroupe 9 communes, est catégorisée dans les aires de moins de 50 000 habitants,.

### Occupation des sols

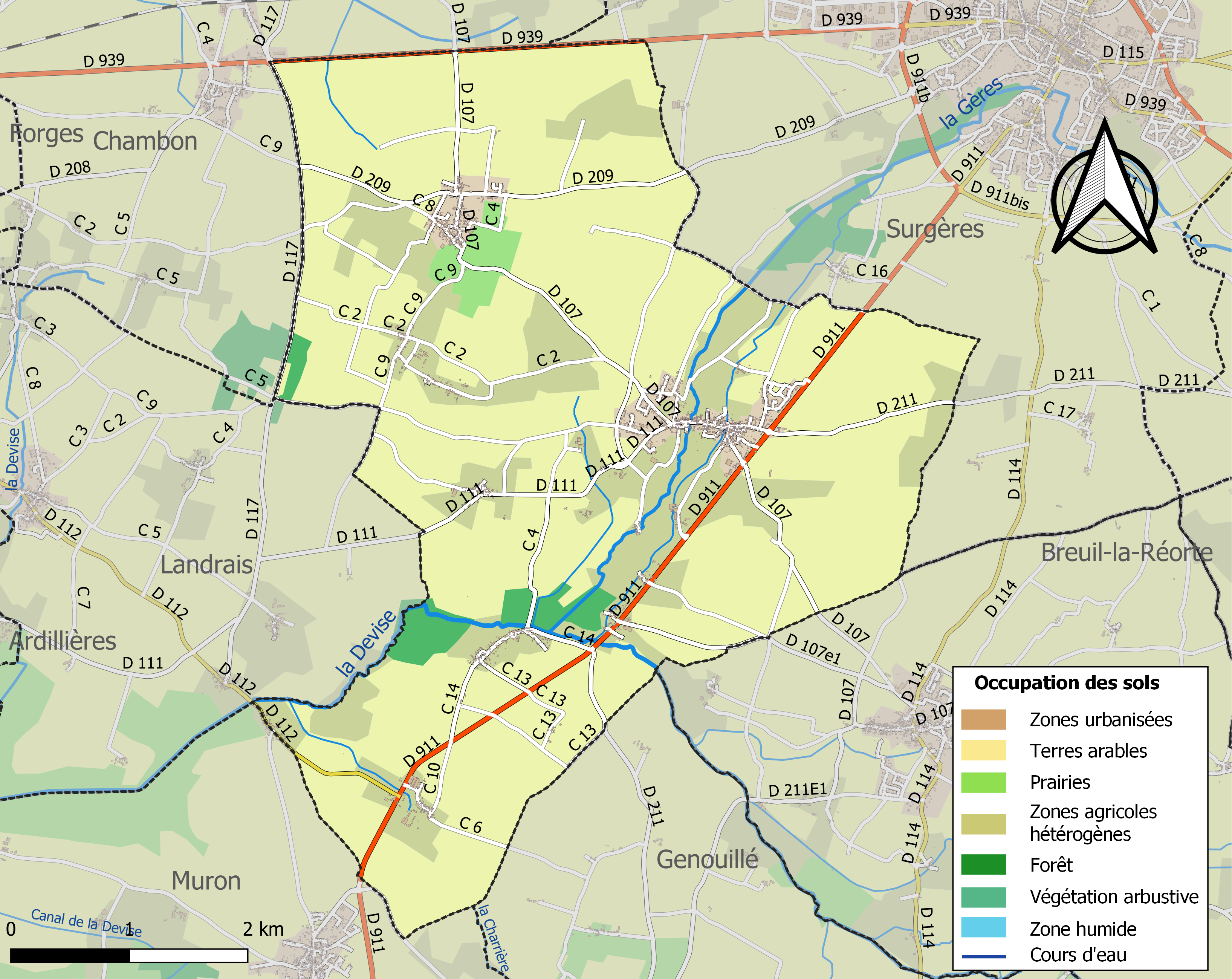
Carte des infrastructures et de l'occupation des sols de la commune en 2018 (CLC).

## Toponymie

### La commune nouvelle
À la création de la commune nouvelle, la population a été invitée à faire des propositions de noms, dans le but de rassembler l'étymologie des deux noms historiques, raconter une histoire, imaginer son paysage, sa source commune, ''un nom qui sonne bien ''. Ainsi a été choisi le nom de Saint-Pierre-La-Noue issu de :
- Saint : allusion à Saint Germain ; respect, vénération ; allusion à Raymond Péraud, grande figure religieuse du XVe siècle né à Roiffé, un lieu-dit de la commune
- Pierre : allusion à Péré, du latin Petra, la pierre, son château et son histoire
- La Noue : petit ruisseau commun aux deux communes

### Péré
Le nom de la commune provient d'un anthroponyme gallo-romain Petrus, suivi du suffixe -acum, qui donne des terminaisons en -é dans l'ouest de la France.

### Saint-Germain-de-Marencennes
Le nom de la commune provient de la référence à saint Germain, à qui la paroisse avait été dédiée.

## Histoire
La commune nouvelle, créée par un arrêté du préfet de la Charente-Maritime du 1er mars 2018, regroupe les anciennes communes de Péré et Saint-Germain-de-Marencennes à compter du 1er mars 2018.

## Politique et administration

### Rattachements administratifs et électoraux
La commune nouvelle se trouve dans l'arrondissement de Rochefort du département de la Charente-Maritime.
Pour les élections départementales, la commune fait partie du canton de Surgères
Pour l'élection des députés, elle fait partie de la deuxième circonscription de la Charente-Maritime.

### Intercommunalité
Saint-Pierre-La-Noue est  membre, comme l'étaient les anciennes communes, de la communauté de communes Aunis Sud, un établissement public de coopération intercommunale (EPCI) à fiscalité propre créé en 2014 et auquel la commune a transféré un certain nombre de ses compétences, dans les conditions déterminées par le code général des collectivités territoriales

### Tendances politiques et résultats
Lors du premier tour de l'Élection présidentielle de 2022, les quatre premiers candidats ont recueillis : Marine Le Pen (28,84 % des suffrages exprimés), Emmanuel Macron (25,33 %), Jean-Luc Mélenchon (20,29 %) et Valérie Pécresse (5,26 %).
Lors du second tour, le candidat élu Emmanuel Macron a obtenu 423 voix (51,59 %) et Marine Le Pen 397 voix (48,41 %). Lors de ce scrutin, 23,44 % des électeurs se sont abstenus.

### Liste des maires
| Période       | Période                       | Identité           | Étiquette | Qualité |
| ------------- | ----------------------------- | ------------------ | --------- | --- |
| 15 mars 2018  | novembre 2022                 | Walter Garcia      |           | Maire de Saint-Germain-de-Marencennes (2014 → 2018) Vice-président de la CC Aunis Sud (2020 → 2022) Démissionnaire |
| novembre 2022 | décembre 2024                 | Denis Dubourgnoux  |           | Ancien percepteur à Surgères Mandat écourté par la démission d'une partie du conseil municipal                     |
| décembre 2024 | En cours (au 21 janvier 2025) | Christophe Foloppe |           | |

### Instances de démocratie participative
Saint-Pierre-La-Noue s'est doté d'un conseil municipal des jeunes.

## Équipements et services publics

### Éducation
Saint-Pierre-La-Noue dispose de deux écoles, l'une à de Saint Germain de Marencennes, l'autre à Péré. 144 élèves y sont scolarisés en 2022/2023.

### Postes et télécommunications
Une agence postale communale est installée Place Raimond Péraud à Saint-Germain-de-Marencennes.

### Justice, sécurité, secours et défense
Un centre d’Intervention et de secours de pompiers assure la protection de la population. En 2022, le CIS de Saint-Pierre-la-Noue, composé de 17 sapeurs-pompiers dont cinq personnels féminins, a effectué 201 interventions en 2022, mais n’a pas répondu à 90 en premier appel par manque de disponibilité de personnel.

## Population et société

### Démographie
La population des anciennes communes puis de la commune nouvelle est connue par les recensements menés régulièrement par l'Insee. Ces chiffres concernent le territoire de l'actuelle commune nouvelle.
En 2025, la commune nouvelle comptait 1 498 habitants.
| 1968  | 1975  | 1982  | 1990  | 1999  | 2010  | 2015  | 2021  |
| ----- | ----- | ----- | ----- | ----- | ----- | ----- | ----- |
| 1 094 | 1 181 | 1 249 | 1 410 | 1 366 | 1 560 | 1 600 | 1 508 |